# ادوارد هولکروفت
ادوارد هولکروفت (به انگلیسی: Edward Holcroft) (زاده ۲۳ ژوئن ۱۹۷۸) بازیگر انگلیسی است.
از فیلم‌های معروف او می‌توان به بازی در فیلم کینگزمن: سرویس مخفی، حس یک پایان، کینگزمن: محفل طلایی اشاره کرد.